# Luigi Pianciani
Luigi Pianciani (Roma, 9 agosto 1810 – Spoleto, 17 ottobre 1890) è stato un patriota e politico italiano.

## Biografia
Il conte Luigi Pianciani nacque a Roma nel 1810 da famiglia patrizia di origine spoletina legata alla curia romana. Giovane reagì alla tradizione conservatrice dell'ambiente domestico e simpatizzò presto per la Giovine Italia di Mazzini.
Figlio primogenito del Conte Vincenzo Pianciani e di Amalia Ruspoli, figlia del Principe Ruspoli di Cerveteri, si laureò in legge nel 1830. Subito dopo entrò nell'amministrazione delle Dogane con la carica di Ispettore e nel 1847 venne eletto gonfaloniere di Spoleto e promosse la prima petizione a Pio IX volta ad ottenere l'introduzione della costituzione liberale. Nel 1848 fu ufficiale delle milizie combattenti nel Veneto e prese parte alla difesa di Venezia. Nel 1849 fu arrestato dai francesi e liberato. Esule in Francia e a Londra collaborò alle iniziative mazziniane. Partecipò alla campagna meridionale del 1860 guidando nell'agosto una spedizione a sostegno delle truppe garibaldine forte di circa 8.940 uomini che prese il suo nome. La spedizione si componeva del gruppo Pianciani di 6.000 uomini, che avrebbe dovuto sbarcare nel nord del Lazio e muovere verso l'Umbria, dove doveva congiungersi con altri 2.000 uomini di Nicotera provenienti dalla Toscana, quindi i due gruppi avrebbero dovuto congiungersi con altri circa 1.000 volontari provenienti dalla Romagna verso le Marche, il totale di circa 9.000 volontari avrebbe poi dovuto puntare verso sud, prendendo l'esercito borbonico in una manovra cosiddetta tenaglia. Tale piano non ebbe però pratica attuazione in quanto Cavour indirizzò la spedizione verso la Sardegna e poi verso Sud, non vedendo attuato il piano inizialmente previsto il Pianciani si dimise.
Nella terza guerra di indipendenza del 1866, come soldato semplice del corpo delle Guide a cavallo in quanto la commissione militare gli rifiutò il grado di colonnello, fu aggregato al comando della 1ª brigata del Corpo Volontari Italiani del generale Ernesto Haug e nella battaglia di Bezzecca, il 21 luglio, si comportò valorosamente, tanto che venne citato nelle memorie del dottor Giuliano Venturini di Magasa, e fu insignito della croce di cavaliere dell'Ordine militare di Savoia “per avere durante la campagna eseguito importanti missioni con molta intelligenza e per essersi esposto tutta la giornata di Bezzecca nei punti più pericolosi percorrendo la linea a piedi ed a cavallo, portando ordini ai comandanti. Diede egli stesso disposizioni momentanee con molta intelligenza e sangue freddo, e contribuì ad assicurare la ritirata di tre pezzi riordinando i soldati sulla piattaforma e fu tra i più animosi a ricondurli al combattimento”.

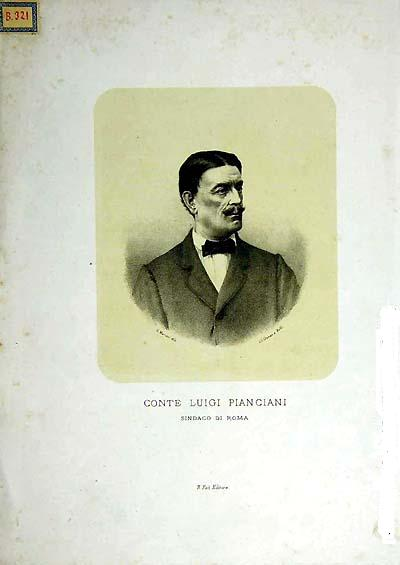
Luigi Pianciani, sindaco di Roma.

Fu eletto deputato al parlamento italiano nel 1865, sindaco di Roma e presidente del Consiglio provinciale. Da ricordare la citazione che sintetizza con maggiore efficacia il compito della Provincia di Roma: "il nostro compito – scriveva Pianciani – è amministrare in guisa che i bisogni dell'ultimo villaggio delle nostre montagne abbiano tanto peso quanto possano averne quelli della Capitale stessa".
Massone e anticlericale, fu membro del consiglio dell'ordine del Grande Oriente d'Italia, di cui fu Gran maestro onorario ad vitam, e fu insignito del 33º grado e gran segretario del supremo consiglio del Rito scozzese antico ed accettato.
Democratico, studioso di diritto amministrativo, Pianciani fu uno dei primi sindaci di Roma operativi dopo l'Unità d'Italia, tra il 1872 e il 1874, quando si dimise perché in contrasto con le Giunta Comunale appena eletta, e poi di nuovo nel 1881-1882. In questa veste sostenne, fra l'altro, la costruzione di un impianto crematorio presso il cimitero del Verano, che fu a lungo uno dei pretesti degli scontri tra clericali e anticlericali, in Comune. Ci volle un bel po' di tempo, ma la battaglia fu vinta, e quando il conte Pianciani morì a Spoleto, nel 1890, il suo corpo, come quello dell'amico Luigi Castellazzo, fu cremato, e le ceneri deposte al Verano (vedi), come egli aveva richiesto.
Tra il 1872 e il 1874 su iniziativa di Pianciani furono installate le prime fontanelle pubbliche romane, cilindri in ghisa alti poco più di un metro con tre cannelle per far sgorgare l'acqua corrente. Le prime furono installate in Piazza della Rotonda, in via delle Tre Cannelle e in via San Teodoro.
La città gli dedicò una strada, nel 1911, nel nuovo Rione Esquilino che in quegli anni si veniva costruendo attorno a Piazza Vittorio.